# Photinia megaphylla
Photinia megaphylla är en rosväxtart som beskrevs av Tse Tsun Yu och L.T. Lu. Photinia megaphylla ingår i släktet Photinia och familjen rosväxter. Inga underarter finns listade i Catalogue of Life.